# Jonas Vogelsang
Jonas Vogelsang (* 1989 in Bocholt) ist ein deutscher Jazzmusiker (Gitarre).

## Leben und Wirken
Vogelsang entdeckte im Alter von sechs Jahren das Gitarrenspiel. Nach klassischem Unterricht bei verschiedenen Gitarrenlehrern wurde er belegte er im Alter von zehn Jahren einen ersten Platz beim Wettbewerb Jugend musiziert. Zudem erhielt er klassischen Klavierunterricht. Nach seinem Wechsel zur E-Gitarre 2002 begann er in lokalen Rock-, Weltmusik-, Jazz- und Funkbands landesweit aufzutreten. Nach seinem Abitur absolvierte er an der Hochschule für Musik und Tanz Köln ein Jazzstudium bei Frank Haunschild und Bruno Müller, das er 2014 mit Bestnote abschloss. Sein Prüfungskonzert gab er gemeinsam mit Bassist Stefan Rey und dem Quartett Radius.
Dann spielte Vogelsang sowohl mit seinem eigenen Trio, im gemeinsam mit Stefan Rey gegründeten Quartett Radius (Album bei Hey!Jazz 2016 mit Constantin Krahmer und Thomas Sauerborn) als auch als Sideman im Tentett von Sébastien Jarrousse (New Frequency 2019) und bei Sophie’s World Music. Außerdem ist er festes Mitglied der Global-music-Band Marion & Sobo Band. Er arbeitete zudem mit Musikern wie Chuck Leavell, Jamal Thomas, Bukahara und ist auch auf Alben von Matthias Schuller (Multitude) und Peter Klohmann zu hören.

## Diskographische Hinweise
- Radius: Radius (Hey!Jazz 2016)
- Marion & Sobo Band: Esprit Manouche (Acoustic Music Records 2018)[6]
- Fabian Kronbach: Zosamme (SpekatColonia 2019)[7]
- Peter Klohmann: For Funk (Paxophone 2015)[8]
- Sophie’s World Music: Cologne Live Sessions (RecordJet 2020)[9]
- Marion & Sobo Band: Histoires (GLM 2021)[10]